# ウィリアム・スタンデール・ベネット
ウィリアム・スタンデール・ベネット（Sir William Sterndale Bennett, 1816年4月13日 - 1875年2月1日）は、イギリスの作曲家、ピアニスト。

## 略歴
1816年、シェフィールドに生まれる。父ロバート・ベネットはオルガニスト。幼児期に父親が急死したため、祖父に引き取られて音楽の手ほどきを受ける。
1826年、10歳で王立音楽アカデミーに入学し、そこで10年に渡って研鑽を積んだ。この頃、コンサートピアニストとして名を上げるとともに、最も評価の高い作品群を生み出している。
1836年から1842年にかけては頻繁にドイツを訪れた。ベネットの作品に感銘を受けたメンデルスゾーンは、彼をライプツィヒに招待し、歓待した。同地ではロベルト・シューマンとも親交を結び、ベネットの作品に熱狂的な称賛を送った。イギリスに帰国したベネットは王立音楽アカデミーで教鞭をとる。その後ロンドンのクイーンズ・カレッジでも指導に当たった。1840年代および1850年代には、ピアニストとしての演奏活動と、ロイヤル・フィルハーモニック協会の専任指揮者業務に専念したため、この時期に作曲した作品数は極めて乏しい。
1856年から1866年までケンブリッジ大学の音楽科教授、1866年から没するまでは王立音楽アカデミーの学長を歴任した。
1870年にオックスフォード大学より名誉博士号を贈られる。翌年、ナイトに列せられた。
1875年ロンドンの自宅で逝去。

## 生涯

### 幼少期
ベネットはヨークシャー州のシェフィールドに生まれた。シェフィールド教区の教会オルガニストであったロバート・ベネットとその妻エリザベス・ネー・ドン（Elizabeth née Donn）の間の三人目の子であった。父のロバートはオルガニストとして勤める傍ら、指揮、作曲、ピアノ教師として活動しており、彼はそうした活動をともに行っていた作詞家のウィリアム・スタンデールにちなみ、生まれた息子の名前として授けた。ベネットが三歳の時に父が急死し、ケンブリッジ在住の父方の祖父、ジョン・ベネットに引き取られて初めての音楽の手ほどきを受ける。祖父のジョンはプロのバス歌手であり、レイ・クラークとして、またキングス、セント・ジョーンズ、トリニティの各カレッジの合唱団に所属して歌っていた。若いベネットの声質は良質のアルトであったため、1824年2月にキングス・カレッジ礼拝堂の聖歌隊員に参入することになった。彼は1826年、10歳で王立音楽アカデミーに入学した。試験官らはベネットの才能に驚嘆し、彼はアカデミー史上初めて授業料と寮費を全額免除されることになった。

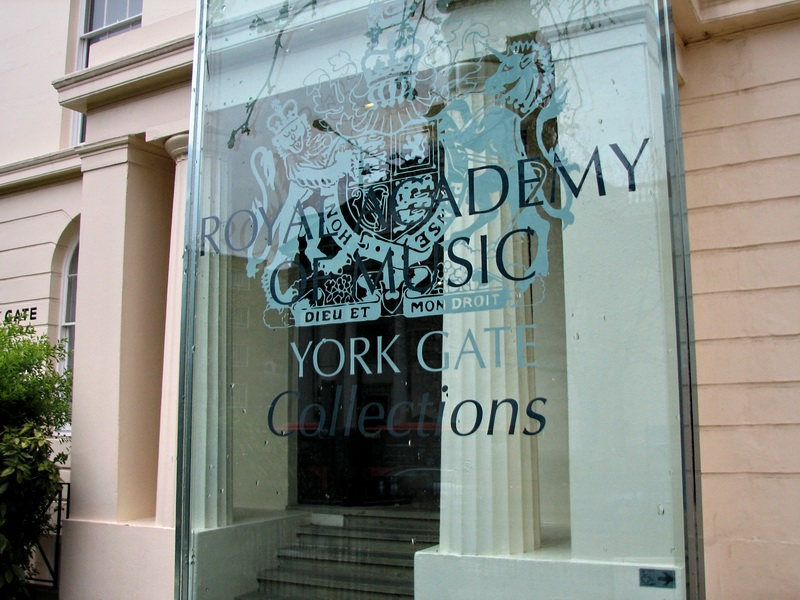
王立音楽アカデミー

ベネットはその後10年間、アカデミーの生徒として在籍した。彼の祖父の希望もあり、最初は専攻楽器としてヴァイオリンを選択し、パウロ・スパニョレッティ（Paolo Spagnoletti）の下で、またその後アントニオ・ジェームズ・オーリー（Antonio James Oury）の下で学んだ。彼は同時にW.H.ホームズからピアノを学んでいたが、5年後には祖父の了解を得て専攻をピアノに変更している。ベネットはアカデミー学長であったウィリアム・クロッチ（William Crotch）、またその後1832年に学長職を引き継いだチプリアーニ・ポッター（Cipriani Potter）に作曲を師事していたが、ベネット少年は内気であり自らの作曲の能力に自信がなかった。彼は声楽の講座を受講していなかったにもかかわらず、1830年にアカデミーが学生による「フィガロの結婚」を上演した際、当時14歳だったベネットはページボーイのケルビーノ（この役は通常トラヴェスティのメゾ・ソプラノが演じる）役に抜擢された。これはアカデミーでの数少ない彼の失敗談の一つである。オブザーバー紙はひねくれてこう記した。「ページ（ボーイ）については・・・何も言うまい。」しかし、ベネットが喜ばしく歌ったこと、そして聴衆が満足したことは認めている。ハーモニコン誌は彼の歌唱を「どう考えても公演の汚点である」と断じた。
ベネットの習作には「ピアノ協奏曲（第1番 ニ短調 Op.1）」、交響曲、「テンペスト」への前奏曲がある。協奏曲は1832年11月28日にケンブリッジの管弦楽演奏会で初演され、ベネットはソリストとして登場した。作品はすぐにロンドンとウィンザー城でも再演された。このウィンザー城での演奏は勅命によるものであり、1833年4月、ベネットはウィリアム4世とアデレード王妃の御前で演奏したのである。さらに1833年6月には、ロンドンで再度の公演が行われた。ハーモニコン誌はこの演奏評としてこう記している。
最も完璧かつ満足できる演奏だったのは、若いベネットによるものだった。彼の作品は確立した巨匠としての栄誉を受けるに足るものであり、またベネットの演奏は真に驚くべきものであった。それは単に正確無比で華麗というばかりではなく、そこに現される感情においてであって、このまま彼がこの道を進むのであれば、数年のうちにこの領域で非常に高いところに位置するであろうことを確実視させるものであった。
聴衆としてこれを聴いていたメンデルスゾーンはすっかり感心し、ベネットをデュセルドルフのライン音楽祭に招待した。ベネットが「あなたの弟子にしてもらえるだろうか」と問うたところ、メンデルスゾーンは「いやいや、君には私の友になってもらわないと。」と答えたという。
1834年、ベネットはロンドン、ワンズワース（Wandsworth）の聖アン教会ワンズワース教区の分会堂オルガニストに選任された。同年、序曲「パリジーナParisina Op.3 」と、モーツァルトを模範とした「ピアノ協奏曲第3番ハ短調」を作曲した。彼はそこで1年間勤め、次にロンドン中心街の私立学校やエドモントン、ヘンドンの学校群で教鞭をとった。7年生、8年生となった彼がアカデミーから学ぶことはほとんどないというのは誰もが認めるところであったが、彼は1836年まで寮費免除での在学を許されていた。それが収入の少ない彼にはちょうどよかったのである。

### メンデルスゾーン、シューマンとの交流

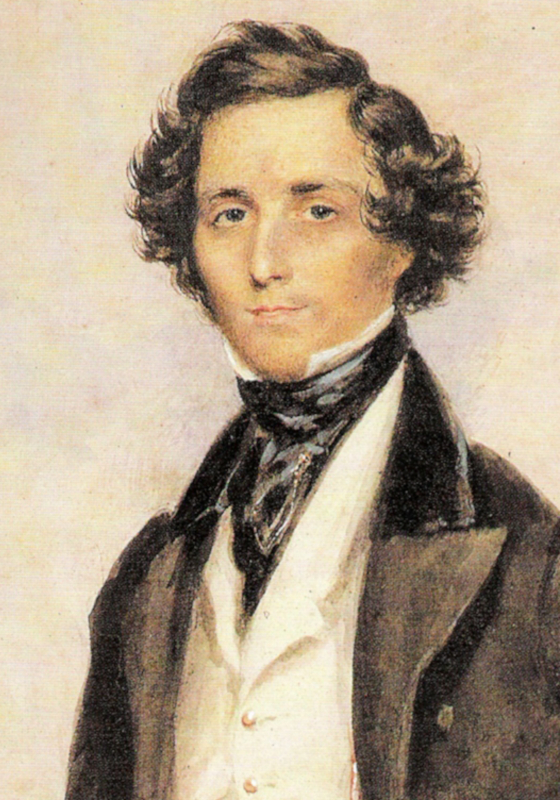
フェリックス・メンデルスゾーン

1836年5月に、ベネットはメンデルスゾーンのオラトリオ「聖パウロ」の初演に立ち会うべく、デュッセルドルフのライン音楽祭に向かった。滞在中、彼はグローヴ音楽辞典がベネットの最も有名な管弦楽作品と位置づける演奏会用序曲「水の精 The Naiades」の作曲に取り掛かり始めた。ベネットが帰途に着いた後、メンデルスゾーンは二人の共通の友人であるイギリスのオルガニストで作曲家であるトーマス・アトウッドに宛てて、こう書き記している。「思うに、彼こそが私が知る中で、英国のみならずここドイツにおいても最も有望な若手音楽家です。もし彼が非常に偉大な音楽家にならないのであれば、それは神の意志であって彼自身のものではないのだと確信しています。」
ベネットは初めての訪独以後、3度にわたってライプツィヒへ仕事をしに赴いている。彼はそこに1836年10月から1837年6月まで滞在し、自作の「ピアノ協奏曲第3番」のソリストを務め、また2月13日には序曲「水の精」の演奏でゲヴァントハウス管弦楽団の指揮を行った 。ロンドンへ戻るとすぐ王立音楽アカデミーの教員の職に与ることができ、1858年まで勤務することになる。彼の次のドイツでの長期滞在は1838年10月から1839年3月までであり、彼は「ピアノ協奏曲第4番」と演奏会用序曲「森の精 Woodynymphs」の演奏を行った。1843年1月から3月までの3度目の滞在ではカッセル、ドレスデン、ベルリンも訪れており、ピアノと管弦楽のための「奇想曲ホ長調 Op.22」をライプツィヒで演奏している。

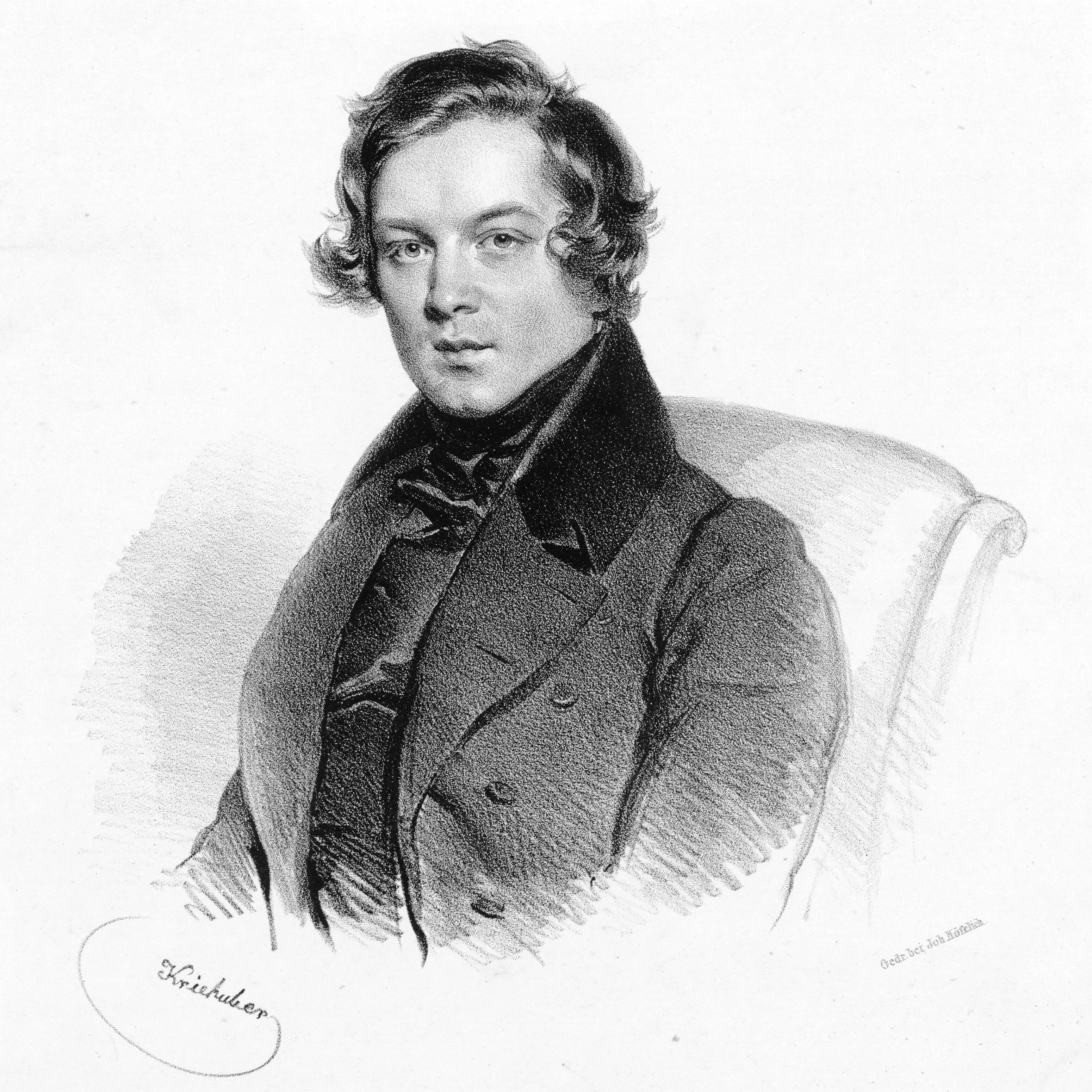
ロベルト・シューマン

ライプツィヒでは、ベネットは当時作曲家としてより批評家として知られていたロベルト・シューマンと親交を結んだ。ベネットはメンデルスゾーンに対しては当初いくらかの畏怖を抱いていたが、シューマンとの交友関係にそのような堅苦しさが付きまとうことはなかった。二人は昼には散歩で遠出をし、夜には地元の居酒屋で杯を酌み交わす仲だったのである。彼らは互いに大規模なピアノ作品を献呈し合っている。1837年8月にシューマンが「交響的練習曲」をベネットに献呈したかと思えば、数週間後にはベネットからの返礼として「幻想曲 Op.16」の献呈があった。シューマンはベネットの音楽に対する熱狂を雄弁に語っていたが、一方のベネットは個人的にシューマンに尽くしこそしたものの、彼の音楽に関しては「奇異に過ぎるのではないか」と気がかりに感じていたという。

### 演奏家、教師として
1843年にロンドンに戻ったベネットは、翌年海軍ジェームズ・ウッド中佐の娘であるメアリ・アン・ウッド（1824 - 1862）と結婚した。作曲活動は多忙を極めた教職、音楽管理業務により後回しにならざるを得なかった。ヘンリー・ハドウは1907年にこう記している。「彼はイングランドへの帰国後20年近くの間、数曲の歌曲、賛美歌、ピアノ曲のみしか作曲しなかった。この時期の彼にまつわることといえば、教職、編纂、管理業務に追われていたという話くらいしか見当たらない。」
ベネットは1842年より、ロンドンのロイヤル・フィルハーモニック協会の指揮者となった。彼はメンデルスゾーンやルイ・シュポーアを協会の管弦楽団と協演してくれるよう説得し、公演を満員として収入を増やし、協会を財政危機から救うのに貢献した。1842年には、同管弦楽団はスコットランド交響曲として知られるメンデルスゾーンの「交響曲第3番」を作曲者自身の指揮でロンドン初演している。これはライプツィヒでの世界初演の2ヵ月後のことであった。メンデルスゾーンは1844年にも協会の当期最後の6回の演奏会で指揮台に上がっており、自作やベネット作品など他の多くの作曲家の作品を取り上げた。

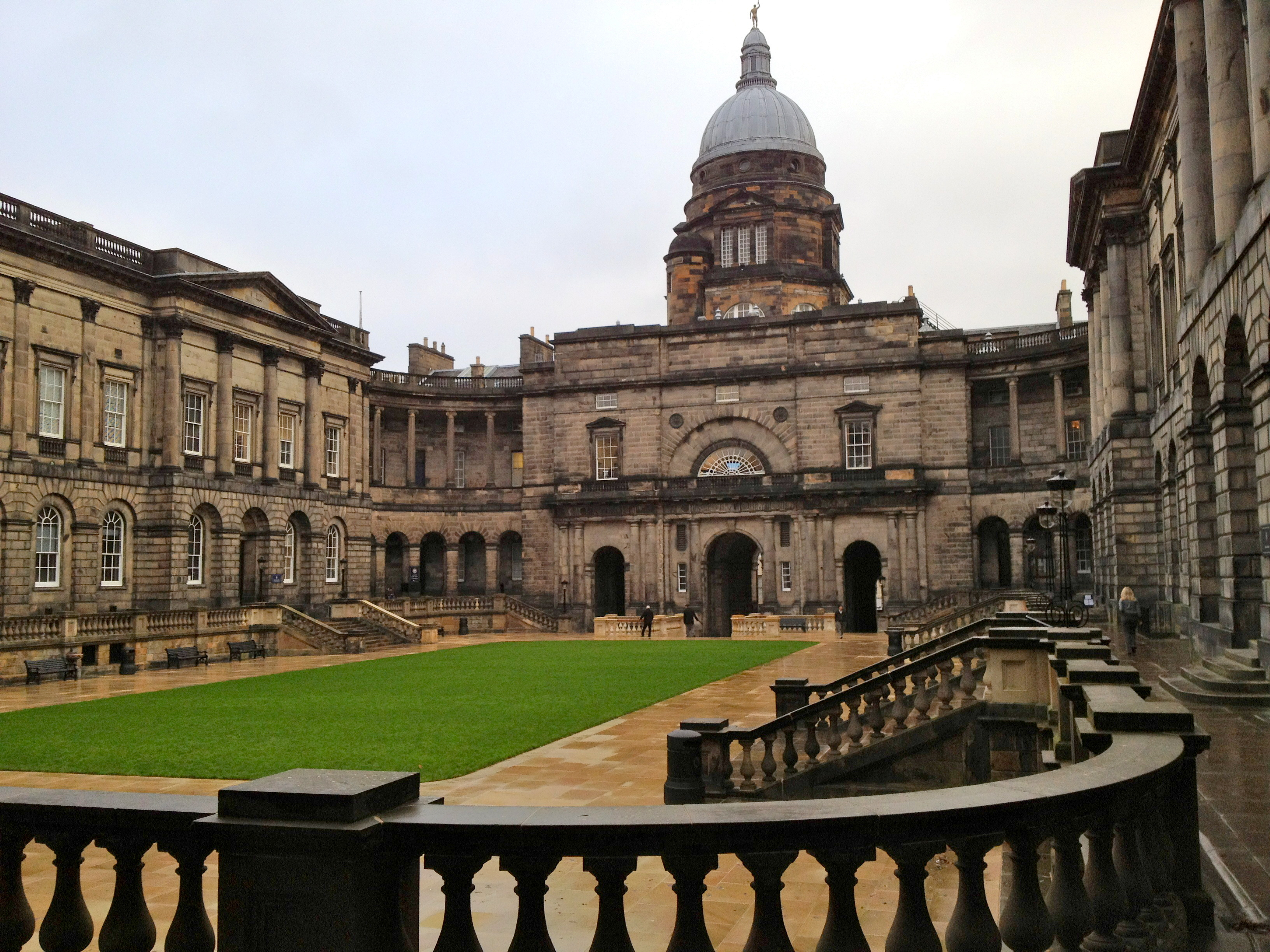
エディンバラ大学　オールドカレッジ

1843年にエディンバラ大学の音楽科教授のポストが空席となった。メンデルスゾーンの強い勧めもあり、ベネットはそこに応募することにした。メンデルスゾーンは学長にこう書き送った。「応募者に代わり、私が学長殿にその多大な影響力を行使していただきたくお願い申し上げます。応募者のスタンデール・ベネット氏はあらゆる点でその職に就く価値ある人物と言え、彼の芸術分野ならびに国内において真に異彩を放っており、また存命の音楽家の中でも最良かつ最高の才能を持つ一人であると考えます。」しかしながら、このような後援の甲斐もむなしく、ベネットの応募は失敗に終わった。
1848年5月、クイーンズ・カレッジ開校に伴い、ベネットは開校講義を行い職員として加わったが、一方で王立音楽アカデミーでの仕事と個人レッスンは継続して行っていた。ベネットの伝記を書いたローズマリー・ファーマン（Rosemary Firman）によると、彼はカレッジの教え子たちのために「前奏曲と練習曲 Preludes and Lessons」を作曲したという。この一連の練習曲集は全ての調性を用いて書かれており、1853年に出版された後20世紀に至るまで音楽科の学生に広く使用されていた。1903年に出版されたベネットの人物紹介の中でF.G.エドワーズ（Edwards）はこう記している。
ピアノ教師としての生活は需要がありすぎたため、ベネットは作曲に割く時間をほとんど残せなくなってしまった。日々のレッスン漬けの毎日の繰り返しにうんざりしていた彼は、おそらく休日を除いて自分の想像の女神に問いかけることをしたがらなくなっていき、ついには音楽から逃れられることに喜びさえ抱いたことだろう。しかし彼はピアノ演奏を続けなければならなかった。1曲もしくはそれ以上の協奏曲を弾いていた管弦楽団の定期演奏会に加え、毎年のように「古典室内楽演奏会」や「古典ピアノ音楽演奏会」などのいくつもの催しを行っていたからである。こうした12年に及ぶ数多くの芸術性の高い音楽活動で設けられたプログラムから、今日の我々はベネットの洗練された折衷的な趣味を窺い知ることが出来る。例を挙げると、バッハのチェンバロ協奏曲、ヴァイオリン協奏曲、平均律クラヴィーア曲集からの抜粋と目新しい作品群、偉大な巨匠らの他の有名でない作品などが、ハノーヴァー・スクエア・ルーム（Hanover Square Rooms）の耳の肥えた聴衆のためにあつらえられた。彼のピアニストとしての愛らしいタッチが詩的な直感に華を添え、声楽曲の傑作（例えばベートーヴェンの「遥かなる恋人に」のような）が、このような実に楽しい午後の音楽のひと時に彩りと趣きを与えていた。

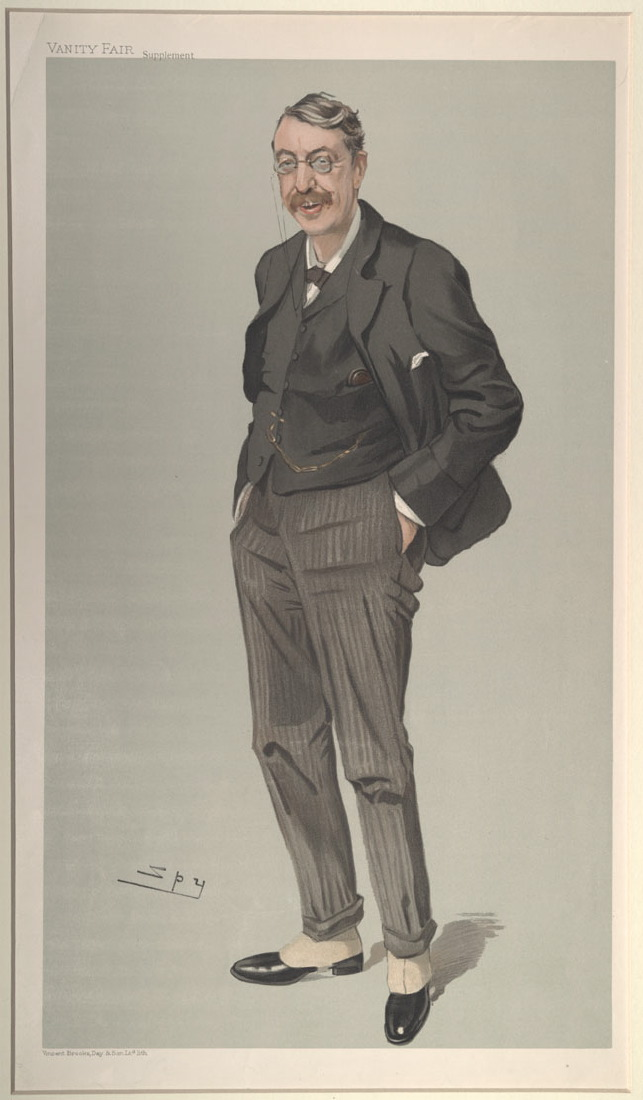
チャールズ・スタンフォード

教師、ピアニストとしての仕事の要求に応えねばならなかった以外にも、ベネットが大規模作品の作曲を長く身を引いてしまう理由になったと思われる要因がいくつかある。1847年のメンデルスゾーンの死に極めて大きな衝撃を受けたのだ。スタンフォードによるとこれがベネットには「癒しがたい喪失感」となり 、翌年に彼はそれまで多くの自作を発表して成功を収めていたロイヤル・フィルハーモニック協会との親密な絆を断ち切ってしまったのだった。この離縁には協会の指揮者であったミカエル・コスタ（Michael Costa （en））との意見の不一致もやや影響している。両者の互いに非協力的な態度は激しい争いへと発展していたのである。ベネットは協会が自分を支援しなかったことに愛想を尽かし、辞職した。さらにベネットのやる気を殺いでいたのには、英国の音楽愛好家や幾人かの代表的な批評家が、英国の音楽家もドイツの音楽家同様に偉業を達成できるという可能性を、頑として認めようとしなかったこともあるだろう。元々は同じような見方をしていたライプツィヒ市民も、すぐに味方となったのにである。1907年出版のベネットの伝記では、彼の息子がベネットの序曲に関するイギリスとドイツの論評を並べている。ロンドンの批評家であるウィリアム・エイルトン（William Ayrton）の評はこうである。
太鼓の鳴らし方、続くトロンボーンとトランペットの咆哮による音の大砲の発射は、我々皆に南国の台風を耳にしているのだと思わせるようなものであった。（中略）したがって、聡明で将来有望な若者は彼に会って何でもほどほどな励ましを言えばよいが、分別のある真の友なら彼に今の作品は無駄な骨折りにしかなっていないということを知らせてやったのではないか。
シューマンの評は対照的である。
序曲は魅力的である。事実、シュポーアとメンデルスゾーンを別としたら、他のいかなる現役の作曲家ならベネットのように完璧な書法をもって、作品にあのような柔和さと優美な色合いを添えることが出来るだろうか。全体の完璧さの中にあって、我々は彼が耳にしてきたあらゆる巨匠の音色を許し忘れるのである。そして私はこの作品ほど、彼が自分をさらけ出したことはいまだかつてなかったように思う。毎小節ごとの試み、なんと堅固で、それでいて始まりから終わりまでが繊細に綾なしていることだろうか！

### 指揮者、教授として
1849年、ベネットはバッハ協会の初代会長となった。彼の指示の下、協会は1854年4月6日にバッハのマタイ受難曲のイギリス初演を行った。1853年にはライプツィヒ・ゲヴァントハウス管弦楽団の常任指揮者への招聘を辞退している。実のところ、彼はその誘いにかなり魅力を感じており、引き受けたいのは山々でありながらも、彼はイングランドに残ることを使命と考えていたのである。その招待は彼には遅すぎ、生徒の中に行き場のない者が出てしまったのである。彼は自分の生徒を失望させることを拒んだのだ。1855年にコスタはフィルハーモニック協会の常任指揮者を辞め、リヒャルト・ワーグナーが跡を継いだが、うまくいかずに1年でまた辞めてしまう。投票の結果、ベネットが常任指揮者の後継として選ばれた。1856年4月14日の彼の最初の演奏会では、旧友の妻であるクララ・シューマンをピアノ独奏に迎えてベートーヴェンのピアノ協奏曲第5番を演奏した。これがクララの初めてのイギリス訪問であったが、夫は同行することができなかった。その頃、夫のロベルトは末期の精神疾患を患っており、ドイツのサナトリウムに収容されていたのだ。
1856年3月、ベネットはケンブリッジ大学の音楽科教授に任命されたが、王立音楽アカデミーとクイーンズ・カレッジでも教壇に立ち続けていた。彼は音楽科の学位授与制度を現代化した。viva voce試験を設け、博士号希望者には音楽の学士号取得を要求した。彼は10年間、教授職に留まったが、1866年に王立音楽アカデミーの学長となったのを機に後進に道を譲った。
1862年が終わろうとする頃、ベネットの妻が疼痛を伴う病で亡くなった。ベネットの伝記作家のW. B. スクワイヤー（Squire）はこう記している。「彼をよく知る者たちによると、彼がベネット夫人の死から立ち直ることはついに出来ず、それ以降友人らには彼の中で明らかな悲しみの変化が生じたように思われた。」

### 王立音楽アカデミー学長として
1866年にアカデミー学長のチャールズ・ルーカス（Charles Lucas）が引退を表明した。次代の候補としてまず名前が挙がったのがコスタであったが、彼はアカデミー学長として想定可能な収入よりも多くを要求し、折り合いが付かなかった。次に上がったのがアカデミーのピアノ科教授であったオットー・ゴールドシュミットであったが、彼はそれを辞退した上でベネットを任用するよう重役に強く働きかけた。ゴールドシュミットの妻で、歌手のジェニー・リンド（Jenny Lind）が記すところによると、ベネットは「イングランドで唯一、学園を現在の腐敗した状態から蘇らせることができる人物」だったのだ。

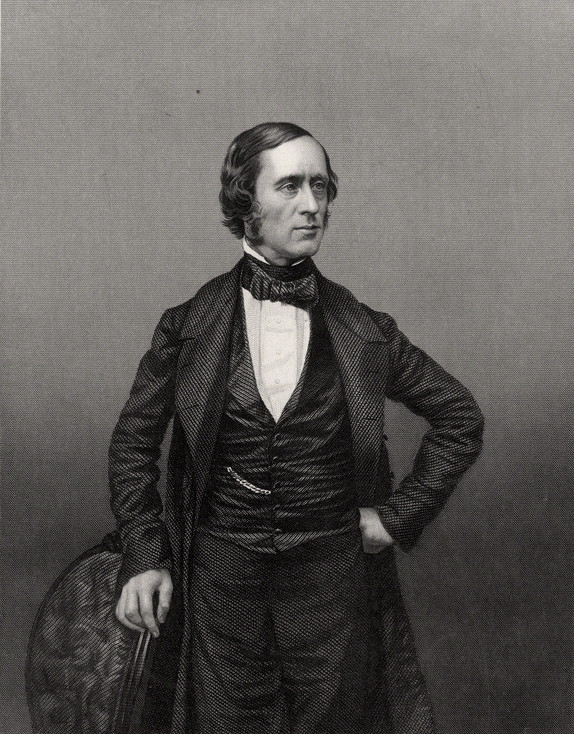
ベネット　1860年代

ベネットのフィルハーモニック協会や大学でのそれまでの職は、彼にソリストとしてのキャリアを断念させるようなものであったが、音楽大学を率いるという職もまた常に作曲家として活動することを許さないものであった。他のアーサー・サリヴァンやヒューバート・パリー、ガブリエル・フォーレのような他の作曲家たちも後年同じような事態に悩まされていたが、ベネットの場合は単にアカデミーを運営するというのみならず、閉校の危機から救わねばならず、特にこの職による制限を強く受けた。学長職は伝統的にはさほど骨の折れるものでもなかった。契約上は彼は一週間に6時間だけ出勤して、作曲と編曲のクラスの優秀者を教えるだけでよかったのだ。しかし、ベネットは危機の時代に引き継いでしまっており、学長に求められる仕事はかなりの量になっていた。彼が1866年に受け継いだアカデミーは、財政、芸術の両面で惨めな状態だったのである。音楽ライターのヘンリー・コールレイ（Henry F. Chorley）はその年、英国のオーケストラ団員の17パーセントしかアカデミーで学んだものはいないというデータを出版していた。ロンドンで最高のオーケストラであったロイヤル・オペラ・ハウスには、アカデミー出身者は1人もいなかった。コールレイはさらにこう付け足している。「この25年間でアカデミーが世に送り出した偉大な器楽奏者は、私の記憶には全くいない。」
1864年と1865年、アカデミーは当時財務大臣であったウィリアム・グラッドストンの意向により政府から補助金を受け、一時的に破産と閉校の危機を免れていた。翌年、グラッドストンは大蔵省を去り、新しく大臣となったベンジャミン・ディズレーリは補助金の更新を却下した。これを受け、重役たちはアカデミーの閉鎖を決定した。ベネットは教員と学生の支援を受け、重役会議の議長を引き受けることになった。スタンフォードの言に拠れば、「政府が補助金を引き上げた後に議長になった彼は、それを再び勝ち取ることに成功し、学園の財政的信用を回復させた。また7年の間、国の音楽教育を推進させる手段について議論している様々な公共団体と複雑な交渉を行う、悩ましい心配事に耐えた。」のだった。
アカデミーやそれ以外でのベネットの弟子はアーサー・サリヴァン、ヒューバート・パリー、ジョセフ・パリー（Joseph Parry）、フランシス・ベイチュ、アリス・メアリ・スミス、W. S. ロックストロー（W. S. Rockstro）、トビアス・マティ（Tobias Matthay）などである。ベネットの指導下で、アカデミーは音楽的に保守的になった。サリヴァンの言によると、ベネットは「彼が言うところの新興楽派に、厳しい偏見を抱いていた。シューマンは一音たりとも演奏しようとしなかったし、ワーグナーも同様だった。彼は批評の蚊帳の外にいたのだ。チプリアーニ・ポッターは翻意し、盲目的なシューマン礼賛者になったが、スタンデール・ベネットに対しては何をしても無駄であった。」

### 後期作品群
1850年代の終盤になって、ベネットは作曲を再開した。彼の後期作品にはピアッティのために書かれた「ピアノとチェロのための二重奏曲 Op.32」、1858年のリーズ市民ホールこけら落としのためのカンタータ「五月の女王 The May Queen」、「交響曲ト短調 Op.43」、1867年のバーミンガム3年祭のためのオラトリオ「サマリアの女 The Woman of Samaria Op.44」、ピアノソナタ Op.46などがある。ハドウはベネットの後期作品についてこう述べている。「1858年になってやっと彼は『五月の女王』という大規模な作品を作ったわけであるが、その時、既に変化していた音楽の語法に彼が付いていけていないことが明らかになった。（中略）彼は保守色が強すぎて時代の流れに合わせられなかったのだ。（中略）彼は生涯、保守を捨てなかったのだ。『ト短調交響曲』、『サマリアの女』、表題的ソナタ『オルレアンの乙女 Maid of Orleans』は40年代に既に書かれていたのかもしれない。それらは古い方法論の生き残り、つまり伝統の発展ではなく焼き直しだったのである。」

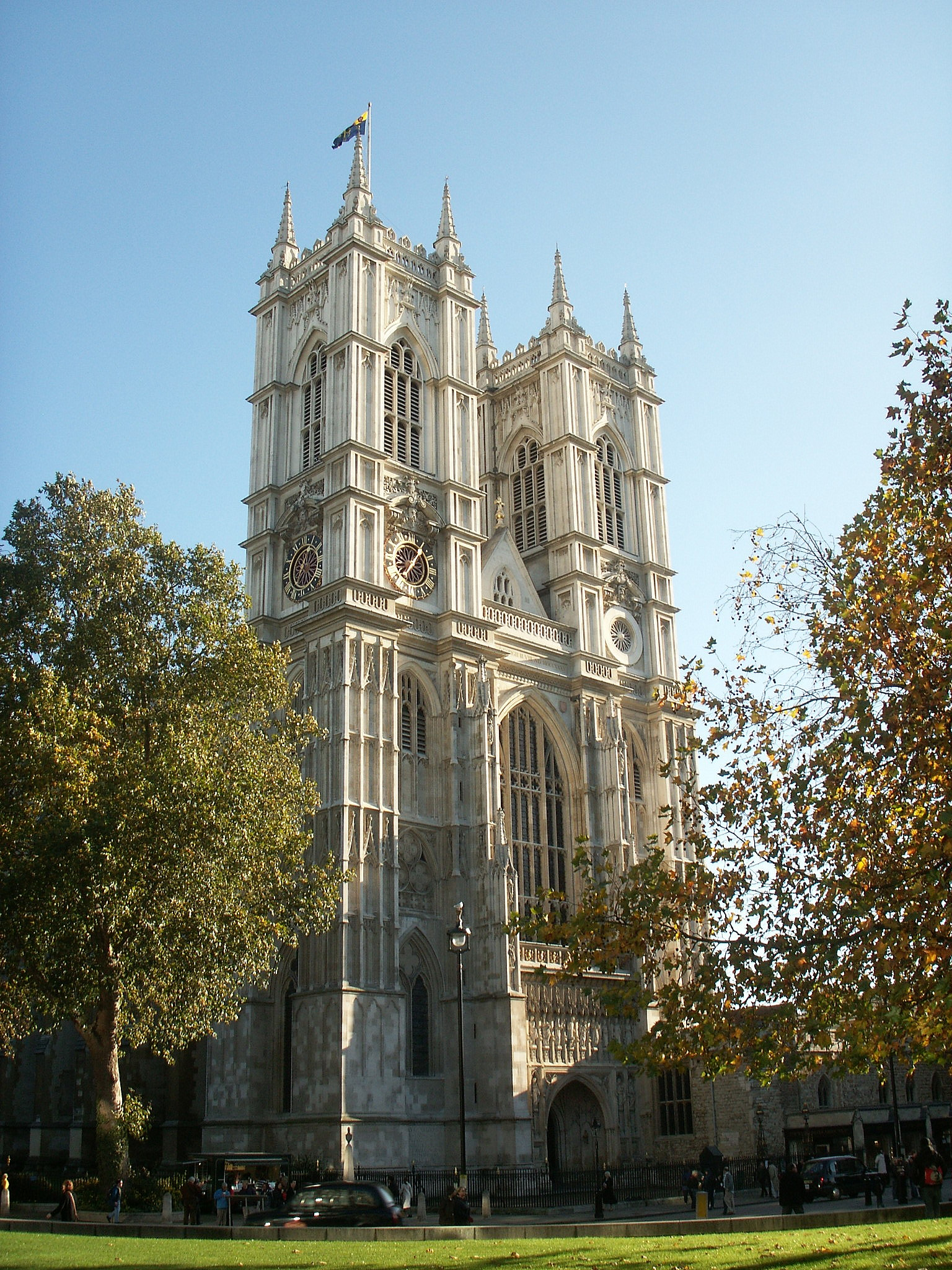
ウェストミンスター寺院

音楽学者のニコラス・テンパーレイ（Nicholas Temperley）はこう記している。
1855年以降、名声があった彼は特別な依頼を受けるなどして重要度の高い、しっかりした内容の作品を相当数作曲したわけであるが、彼が以前のような自信を取り戻すには遅すぎた。幼い頃に両親を亡くしたため、ベネットは安らぎと励ましを人並み以上に求めたのかもしれない。当時のイングランドは自国の作曲家にこれらを提供できる環境ではなかったのだ。ベネットは、一時はドイツの音楽サークルにそれを見出した。しかし、ドイツで指導層となり生活の糧を得られる機会が巡ってきた時には、彼にはそれを掴むだけの大胆さが足りなかったのだった。
彼は最後の数年間、夏季休暇をイーストボーンの海岸リゾートで過ごし、後期作品の大半はそこで作曲した。彼はロンドンでの教育活動は続けており、またロンドンや他の各地で折に触れてコンサートを開いていた。彼は1875年、セント・ジョーンズ・ウッドの自宅にて58歳で息を引き取った。遺体はウェストミンスター寺院に葬られた

### 出版物、名誉、記憶
ベネットはベートーヴェンやヘンデルの作品の編集を行ったり、ゴールドシュミットと「イングランドの合唱読本 Chorale Book of England」を共著したりしている。彼は「マタイ受難曲」とヘンデルの「エイシスとガラテア」の校訂譜を出版した。彼はケンブリッジ大学だけでなく、ロンドン芸術大学でも講義を受け持った。彼の講義を本にまとめたものが2006年に出版されている。
1867年10月に、ベネットはケンブリッジ大学から名誉修士号を授与された。1870年にはオックスフォード大学から名誉博士号を授与された。その1年後、彼はナイトに叙せられ、ロンドンのセント・ジェイムズ・ホールにおいて大聴衆を前に表彰された 。賞金は、王立音楽アカデミーの奨学金と賞の設立のために寄付された。その賞は現在も続けられている。彼のロンドン、クイーンズボロー・テラスの自宅にはイングランドの遺産を証するブルー・プラークが掲げられている。
ベネットは多くの音楽作品を遺した。2012年現在、それらの管理は曾曾孫息子のバリー・スタンデール・ベネット（Barry -）（1939年生）が、オックスフォード大学のボドリアン図書館と共同で行っている。作品には研究目的であれば自由にアクセスできる。

### 親族
ベネットの息子のジェームズ・ロバート・スタンデール・ベネット（James Robert -）（1847 - 1928）は父の伝記を記している。ベネットの子孫の多くが音楽家や演奏家になった。孫息子のロバート（Robert）（1880 - 1963）はラトランドのアッピンガムの学校で音楽監督をしていた。トム（T.C.）（1882 - 1944）は作曲家、歌手であり、その娘のジョアン・スタンデール・ベネット（Joan Sterndale-Bennett）もよく名の知られたウェスト・エンドの女優であった。そしてエルンスト（Ernst）（1884 - 1992）はカナダの劇場監督であった。

## 作品
テンパーレイはベネットに関して、ヴィクトリア朝の前期においては一目置かれる作曲家だったと記している。「ライバルと呼べるような人物はウェズレイ（Samuel Sebastian Wesley 1810 - 1876）とバルフ（Michael William Balfe 1808 - 1870）くらいであった。」メンデルスゾーンのことは尊敬していたが、ベネットが模範としたのはモーツァルトであった。ハドウはベネットが「激しさや情熱」を表現することの出来ない人物だったと断言しているが、作曲家のジェフリー・ブッシュ（Geoffrey Bush）は「ピアノ演奏同様、彼の最良の作品は情熱に溢れていながら、モーツァルトの様式となる力強さを持っていた（換言するなら、完璧に制御されていたということだ）。」ベネットの早い時期の伝記作家であったW.B. スクアイヤーは1885年に、こう記している。
彼の形式感は非常に強固で、また彼は生まれ持った洗練された感覚により効果狙いに走ることを毛嫌いしていたため、彼の音楽を聴くと時に控えめに作られた印象を受けることがある。彼はもしあったとしても、ほとんど鞍を外した気まぐれな発想に手綱を付けて抑制するということをしなかった。あらゆる要素は適切な均整の中に置かれ、明確に定義され、彼の自己批判から生まれる良識が道を踏み外さない程度の範囲に留められていた。こうして形作られた彼の性質は、特に音楽家のための作曲家だと言われていた。彼は広い影響を持ちながらも、無教養な大衆に彼を賞賛する者はいないのだ。一方、教養のある聴き手であれば、彼の絶妙に洗練され具合、彼持ち前の繊細さに対して賛辞を惜しまないのである。
ファーマンはベネットの最良の作品群は、ピアノのために書かれたものであると記している。「同時代の多くに見られるような外面的なヴィルトゥオーゾ的効果を嫌い、彼が築いたスタイルは（中略）彼特有の、生来の本質的に古典的な、しかし彼自身のレパートリーから多くの影響を受けたものとなった。」彼の良質な作品は極めて演奏至難であり、そのため彼のピアノ独奏曲でも最も興味深いものは「より易しく、より人気のある作品たち」の陰に隠れてしまってしまっているとファーマンは考えている。前者の例としては「ソナタ Op.13」や「幻想曲 Op.16」、「小品組曲 Suite de pièces Op.24」（1841年）などが挙げられる。後者としては「三つの音楽スケッチ Three Musical Sketches Op.10」、「ロンド　ピアセヴォーレ　Rondo piacevole　Op.25」（1842年）、「ジェヌヴィエーヴ Genevieve」（1839年）をファーマンは並べている。
全80作品にのぼる出版された曲のうち、約半数をCDへの録音として耳にすることが出来る。中でも最も人気が高いのは序曲「水の精 The Naiades Op.15」、「ピアノ三重奏曲 Op.26」、「ピアノ協奏曲第4番 Op.19」である。